# 托爾戈維齊亞 (科諾托普區)
51°6′16″N 33°18′31″E / 51.10444°N 33.30861°E
托爾霍維察（烏克蘭語：Торговиця）是位於烏克蘭東北部的村莊，由蘇梅州科諾托普區的波皮夫卡市鎮負責管轄。該村處於庫基爾卡河畔，距離舍夫琴科韋2.5公里，海拔高度150米，2001年人口57。